# Ottavio Rinuccini
Ottavio Rinuccini, född 20 januari 1562 i Florens, död där 28 mars 1621, var en italiensk librettist. 
Rinuccini skapade tillsammans med Jacopo Peri de första verken som idag klassificeras som opera, Dafne från 1597 och Euridice från 1600. Han författade även librettot till Claudio Monteverdis Arianna från 1608. Rinuccini följde Maria av Medici till Frankrike och blev kammarherre hos Henrik IV. Han var även en omtyckt lyriker. Rinuccinis arbeten utgavs bland annat 1622 och 1802. 